# Milà-Sanremo 2001
La Milà-Sanremo 2001 fou la 92a edició de la Milà-Sanremo. La cursa es disputà el 24 de març de 2001 i va ser guanyada per l'alemany Erik Zabel, que s'imposà a l'esprint en la meta de Sanremo. Aquesta fou la quarta i darrera victòria a la cursa italiana del ciclista alemany.
193 ciclistes hi van prendre part, acabant la cursa 181 d'ells.

## Classificació final
|    | Ciclista          | Equip                        | Temps      |
| -- | ----------------- | ---------------------------- | ---------- |
| 1  | Erik Zabel        | Team Telekom                 | 7h 23' 13" |
| 2  | Mario Cipollini   | Saeco Macchine per Caffè     | m. t.      |
| 3  | Romāns Vainšteins | Domo-Farm Frites-Latexco     | m. t.      |
| 4  | Biagio Conte      | Saeco Macchine per Caffè     | m. t.      |
| 5  | Paolo Bettini     | Mapei-Quick Step             | m. t.      |
| 6  | Gabriele Colombo  | Cantina Tollo-Acqua & Sapone | m. t.      |
| 7  | Gabriele Balducci | Tacconi Sport-Vini Caldirola | m. t.      |
| 8  | Markus Zberg      | Rabobank ProTeam             | m. t.      |
| 9  | George Hincapie   | US Postal Service            | m. t.      |
| 10 | Rolf Sörensen     | Csc - Tiscali                | m. t.      |